# باشگاه فوتبال دیس تاون
باشگاه فوتبال دیس تاون (به انگلیسی: Diss Town Football Club) یک باشگاه فوتبال در شهر دیس، انگلستان، کشور انگلستان است که در سال ۱۸۸۸ میلادی تأسیس شده‌است.